# Cynorkis ambondrombensis
Cynorkis ambondrombensis là một loài thực vật có hoa trong họ Lan. Loài này được Boiteau mô tả khoa học đầu tiên năm 1942.